# Rupert Krupica
Rupert Krupica (23. ledna 1917 Chvalčov – 23. listopadu 1943 moře u Baham severozápadně od New Providence) byl český příslušník Royal Air Force v období druhé světové války.

## Život

### Před druhou světovou válkou
Rupert Krupica se narodil 23. ledna 1917 ve Chvalčově na Kroměřížsku v rodině četnického strážmistra Ruperta Krupicy a Celestiny, rozené Krutilové. V roce 1935 odmaturoval na českém státním reálném gymnáziu v Lipníku nad Bečvou. V témže roce nastoupil studium na Lékařské fakultě Masarykovy univerzity, jeho dokončení mu zhatilo uzavření českých vysokých škol nacisty na podzim 1939.

### Druhá světová válka
Rupert Krupica opustil 13. ledna 1940 ilegálně Protektorát Čechy a Morava a přes Slovensko a Balkán se dostal do Francie. V Marseille vstoupil do Československé armády v zahraničí. Ve Francii pobýval od března do července 1940, po pádu Francie se evakuoval do Spojeného království. Byl přijat do Royal Air Force a započal výcvik s plánovaným zařazením k 311. československé bombardovací peruti. Nastoupil ke kurzu u 111. OTU na letišti Oaks Field u Massanu na Bahamách. Dne 23. listopadu odstartoval jako člen posádky ve stroji North American B-25 Mitchell na noční navigační let. Letoun i s celou šestičlennou posádkou zmizel, moře žádné z těl nevyplavilo. Dne 8. července 1944 byli všichni úředně prohlášeni za mrtvé.

## Posmrtná ocenění
- Lékařská fakulta Masarykovy univerzity udělila Rupertu Krupicovi v roce 1947 in memoriam titul MUDr.